# Rhynchospora montana
Rhynchospora montana là loài thực vật có hoa trong họ Cói. Loài này được (Uittien) H.Pfeiff. miêu tả khoa học đầu tiên năm 1935.